# 九宫山
九宫山是中国湖北省的一处山脉。在咸宁市境内，建立九宫山国家级自然保护区。咸宁市人民政府于2010年设立正县级事业单位——九宫山风景名胜区管理局管理此处风景旅游区。
据北宋太平兴国年间的《太平御览》记载，南北朝时期陈朝皇帝陈文帝晋安王陈伯恭等兄弟九人为避开战火在此建起九座行宫，因而得名。南宋年间，道士张道清在此地开辟道场，因而九宫山成为全国五大道场之一。
相传明末农民起义领袖李自成最终战死在九宫山，但此事在史学界仍有争议。今湖北通城县、湖北通山县以及湖南石门县均有李自成墓，其中通山县李自成墓为第三批全国重点文物保护单位。尤其是1980年代以后，三地因经济利益等原因而争论李自成死于何处。

## 概述
九宫山是幕阜山脉的一部分，位于山脉中段，位置约为东经114°59′，北纬29°23′。九宫山和江西省相邻，到通山县城直线距离约为28公里。
九宫山的主峰海拔1656米，比庐山高182米。该地年平均气温22℃，最高气温不超过30℃。
南宋淳熙十四年（1187年），当时的著名道士张道清在九宫建起三宫十二院，传播道教。至今仍有曾被六个皇帝敕封过的“真君石殿”。

## 风景名胜

### 云中湖游览区
此游览区有长满形状各异的松树的“怪松坡”。湖北省最大的高山湖泊，水面面积约一百亩的云中湖也在此处。云中湖旁有景点“泉崖喷雪”，是云中湖的水从崖顶的石罅中流下形成的瀑布。“泉崖喷雪”的附近有个人称“陶姚仙洞”的古崖洞，相传李元吉的两个妃子曾住在这里。另有“虎伏天门”和“吴楚雄关”、“祖爷殿”（真君石殿）、“云关石刻”、“胜似桃园”、“云海波涛”、“乌龟朝圣”、“铜鼓擂天”等景点。

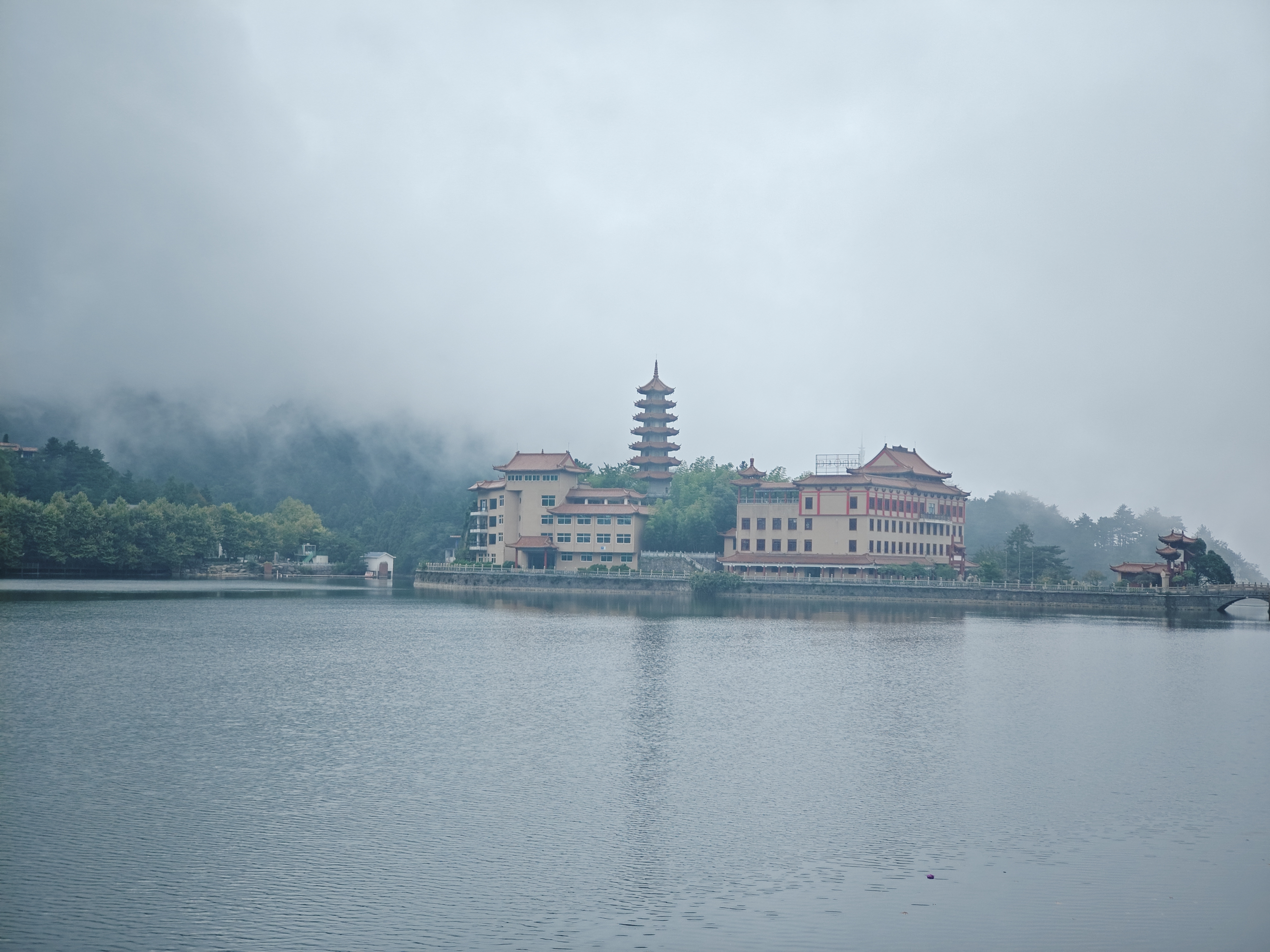
九宫山云中湖

### 林海深处游览区
这个区域有多个瀑布，包括三级落差的安坪瀑布、落差达四百多米的大崖头瀑布等。

### 吴楚天游览区
以古老庙为中心，有石山、仙人石、尼姑石群等景点。

### 龙潭探幽游览区
石龙沟分区，于1999年投入使用。以森林、瀑布、石桥等作为卖点。

### 山下游览区
以九宫山下西北边的船埠为中心，有狮子洞、九宫揽胜、小九龙、李自成与清军大战的李家铺古战场和“李闯王”曾经在里面躲避清军的皇躲洞等景点。

## 滑雪场
九宫山滑雪场2010年1月1日正式对外开放，海拔高达1500多米，垂直落差近300米，可同时容纳3000人娱乐。滑雪场采用人工造雪和天然雪结合。

## 闯王陵
在咸宁市的通城县、通山县均有李自成墓。通山县的闯王陵景区位于九宫山西麓小月山下，有门楼、墓冢、祭台、陈列馆等设施。

## 特写
|  |  |